# L'affare Francis Blake
L'affare Francis Blake è il nono racconto e tredicesimo album della serie a fumetti dedicata a Blake e Mortimer, scritto da Jean Van Hamme e disegnato da Ted Benoit, basato sui personaggi creati da Edgar P. Jacobs. Questa è la prima avventura della serie interamente realizzata da altri autori. 
Nel 1992, la casa editrice Dargaud, che aveva appena acquisito le Èditions Blake et Mortier e lo Studio Jacobs, decise di riprendere la serie. Affidò questo arduo compito a Jean Van Hamme e Ted Benoit, che lavorarono per più di tre anni all'opera. L'avventura venne pre-pubblicata come serie d'appendice nel settimanale Télérama dal 22 giugno al 19 ottobre 1996, quindi viene pubblicato come album il 21 settembre 1996 con le Editions Blake et Mortimer. La storia è stata tradotta in più di sei lingue ed è stata adattata a cartone animato. 
I due autori si discostano da Edgar P. Jacobs creando una storia di spionaggio scevra in gran parte di quegli elementi di fantascienza o fantasia che caratterizzavano i racconti precedenti. Vengono reinseriti diversi personaggi secondari apparsi ne Il Marchio Giallo e viene dato, per la prima volta nella serie, un ruolo d'azione a una donna.
L'album ebbe un grande successo editoriale con 600 000 copie vendute.

## Trama
Nel giugno del 1954, il Regno Unito è scosso dalla rivelazione dell'esistenza di una rete di spionaggio nel paese. Durante un incontro a Scotland Yard tra i servizi di intelligence ( MI5 e MI6 ), Scotland Yard e il Home Office, il capitano Francis Blake, direttore dell'MI5, spiega che ogni volta che i suoi servizi hanno una traccia, le spie riescono a scomparire nel nulla. Era stato però arrestato un "corriere", un portatore di messaggi di nome Jennings, ma che difficilmente deve sapere qualcosa per via dell'impenetrabilità delle reti di spionaggio. Blake ipotizza quindi che si nasconda una talpa nell'Intelligence Service.Quella sera, al Centaur Club, Blake spiega al professor Philip Mortimer la difficoltà di smantellare una tale rete in cui gli agenti non si conoscono nemmeno. 
L'indomani, durante l'interrogatorio di Jennings, viene rivelata una fotografia del suo contatto: con sorpresa di tutti, si tratta del capitano Blake! Quest'ultimo, dopo essere stato scoperto, fugge con Jennings in moto seminando il suo ex assistente, David Honeychurch. Poche ore dopo, Mortimer viene scortato nel suo appartamento, messo sotto perquisizione dalla polizia. Informato degli eventi recenti, rifiuta però di credere al tradimento del suo amico, anche di fronte a delle prove schiaccianti. Ritiene invece che il capitano Blake sia in pericolo, e per questo bisogna trovarlo. Poi però si ricorda che il giorno prima Blake gli aveva parlato di "un posto ideale per sfuggire alle preoccupazioni" riferendosi al cottage della cugina Virginia nello Yorkshire. Dopo essere sfuggito alla sorveglianza della polizia, Mortimer parte per il nord dell'Inghilterra in un treno merci grazie all'aiuto di un vagabondo, evitando così i controlli della polizia. Dopo essersi fermato in una locanda a York dove viene quasi riconosciuto, arriva finalmente in bicicletta a Seanberry, dove Virginia sembrava aspettarlo da tempo. 
Nel frattempo, Blake e Jennings vengono portati fuori dalla capitale britannica tramite un furgone postale. Arrivato in una lussuosa residenza nella campagna inglese, Blake si trova di fronte al suo vecchio nemico colonnello Olrik e al suo scagnozzo, Jack, che uccide Jennings, giudicandolo ormai inutile e pericoloso. Olrik non è convinto del tradimento di Blake e, per metterlo alla prova, gli ordina di uccidere Fielding, un agente dell'MI5 catturato tempo prima. Blake non esegue l'ordine, ma riesce a stendere Olrik e Jack al termine di un combattimento durante il quale Fielding viene gravemente ferito. Per scappare, Blake appicca un incendio, che costringe Olrik e i suoi uomini a lasciare la residenza in fretta prima dell'arrivo dei pompieri. 
A Seanberry, Virginia rivela a Mortimer di essere un agente dormiente (un "cugino") al servizio di Blake e che il suo tradimento è solo un'operazione segreta per infiltrarsi nella rete di spionaggio. Ma nelle prime ore del mattino, le cose si complicano quando l'Home Secretary, l'unica persona a conoscenza dell'operazione, è vittima di un "incidente" automobilistico. Inoltre, l'ispettore capo Glenn Kendall trova Mortimer e lo arresta. Ma mentre sta per salire sulla volante della polizia, il professore salta sulla decappottabile di Virginia, riuscendo a seminare i suoi inseguitori. Virginia porta Mortimer in una fattoria, dove scambia i suoi vestiti con un uomo simile a lui per ingannare la polizia. Intanto, a Londra, Honeychurch viene colto in flagrante dal sottosegretario di Stato dell'Home Office, Harold Doyle-Smith, mentre stava mandando dei messaggi in codice sospetti. 
Mortimer viene portato in Scozia dove trova Blake vicino a un cromlech. In seguito, scopre di trovarsi proprio accanto al Ardmuir Castle, dove era stato organizzato un seminario scientifico a cui avrebbe dovuto partecipare. Blake gli dice che il piano di Olrik è di rapire i fisici più brillanti del Regno Unito e di farli lavorare per una potenza straniera. Il criminale appare quindi con i suoi uomini, e i due amici sono obbligati a separarsi per sfuggire alla cattura. Mortimer, circondato, si lancia in acqua dalla cima di una scogliera, mentre Blake sale su un'auto il cui passeggero è il sottosegretario di Stato Harold Doyle-Smith. Blake gli rivela quindi la sua operazione segreta e, arrivando al castello, Doyle-Smith gli permette di telefonare a Honeychurch. Ma all'improvviso Blake nota che la mano dell'industriale Adrian Deloraine ha sei dita, ricordando un avvertimento dato dal suo agente Fielding, che gli diceva di diffidare appunto di un uomo con sei dita. Blake a questo punto capisce tutto: il Sottosegretario di Stato è la talpa. Senza poter però reagire, viene imprigionato con il suo assistente Honeychurch. 
Nel frattempo, Mortimer, creduto morto da tutti, è bloccato su una sporgenza della scogliera. Ma per sua fortuna riesce a trovare un passaggio sotterraneo che lo porta a una base sottomarina segreta situata sotto il castello. Furtivamente, riesce a liberare Blake e Honeychurch. Mentre quest'ultimo parte per avvertire le forze speciali del SAS, Blake e Mortimer sabotano il generatore elettrico della base e poi, dopo uno scontro tra Olrik e Mortimer, fanno esplodere l'elica e il timone del sottomarino. I due eroi sono però coinvolti in una sparatoria,  ma giusto in tempo arriva la SAS che penetra nel castello e nella base. Tutti i criminali vengono arrestati, tranne Olrik che riesce a fuggire in idrovolante. Blake e Mortimer vengono conferiti dal Home Secretary della Victoria Cross per il servizio prestato alla loro patria. 

## Luoghi
L'intera storia è ambientata nel Regno Unito. La prima parte si svolge a Londra, poi i protagonisti attraverseranno l'Inghilterra per giungere infine in Scozia . 

Luoghi presenti nella storia
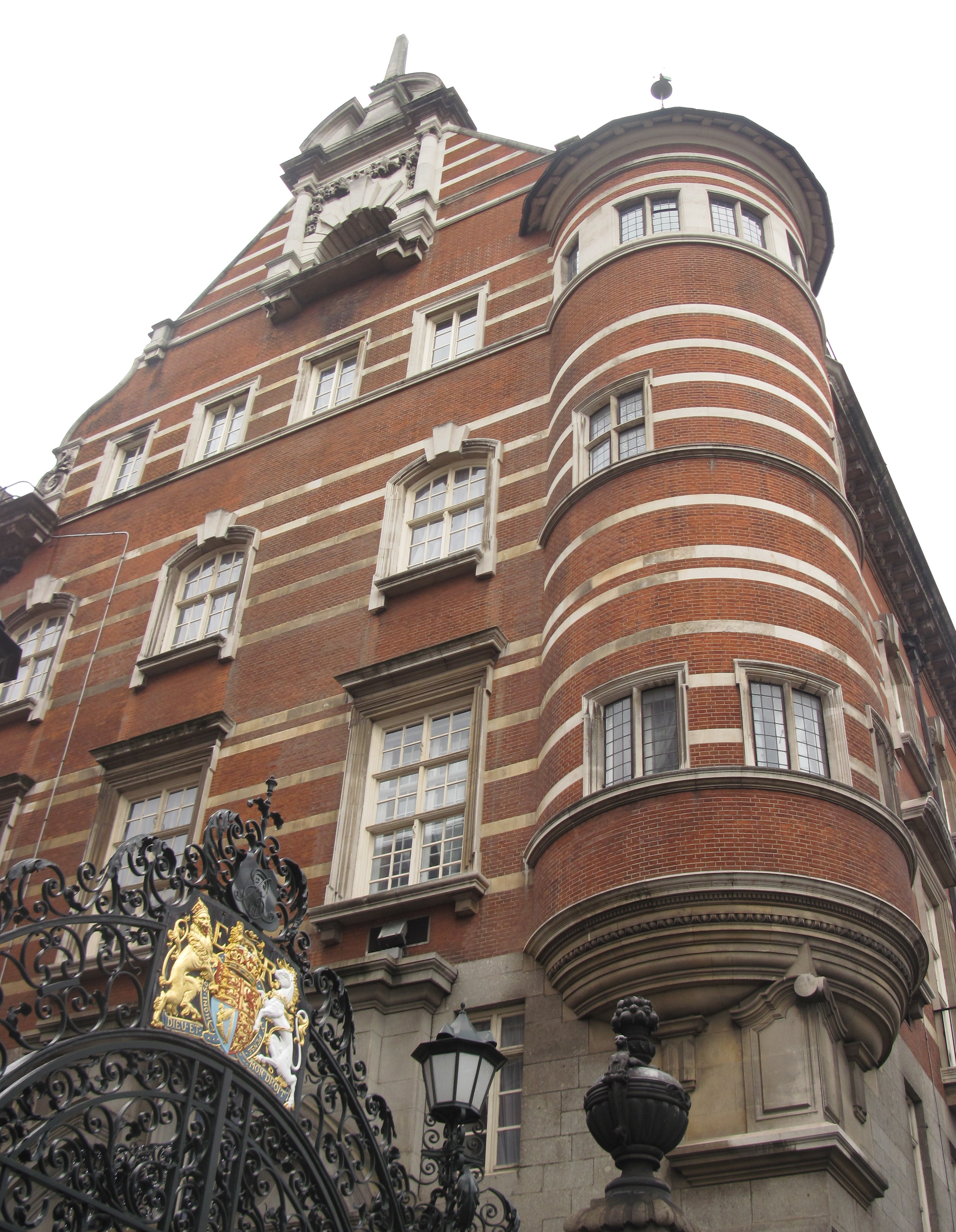
Ex quartier generale di Scotland Yard.
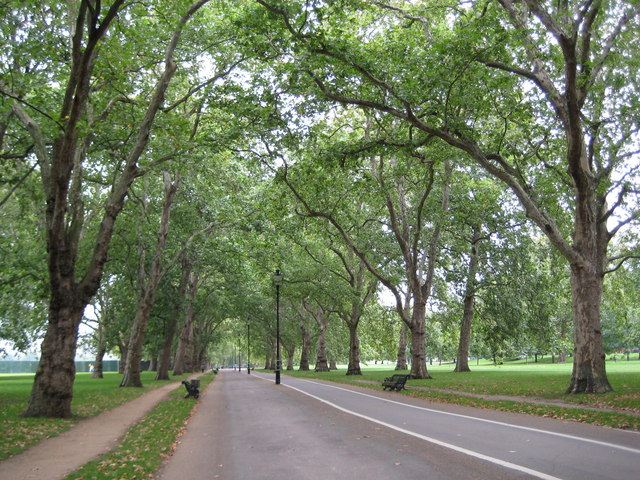
Strada di Hyde Park.
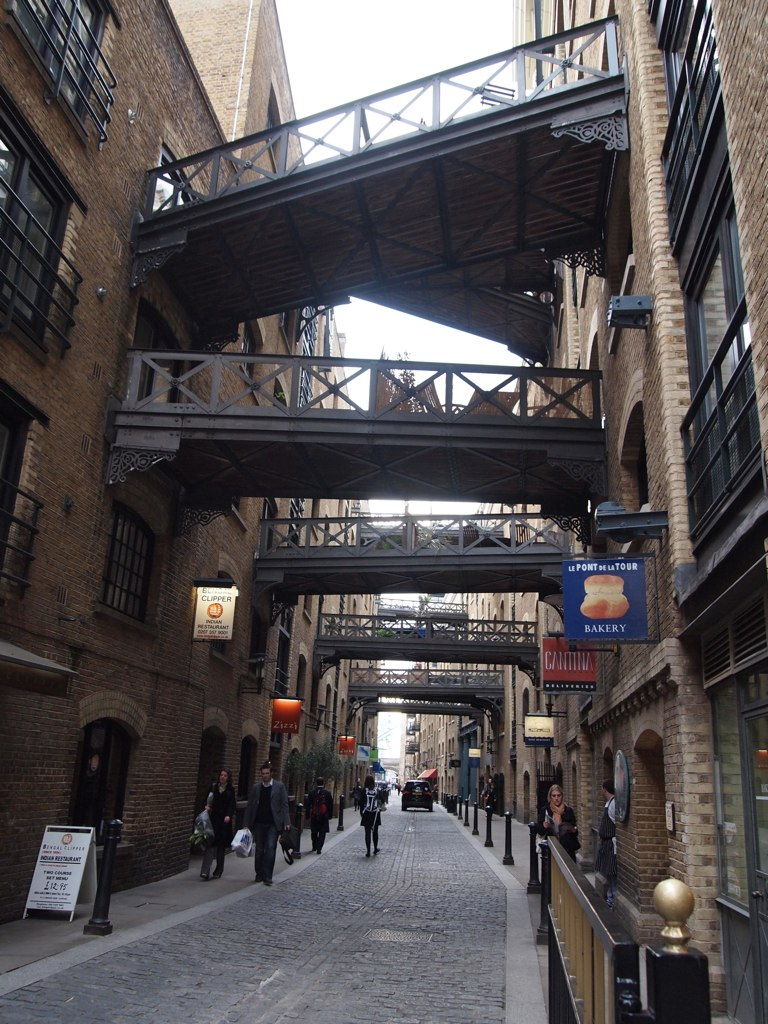
Vicolo nell'East End
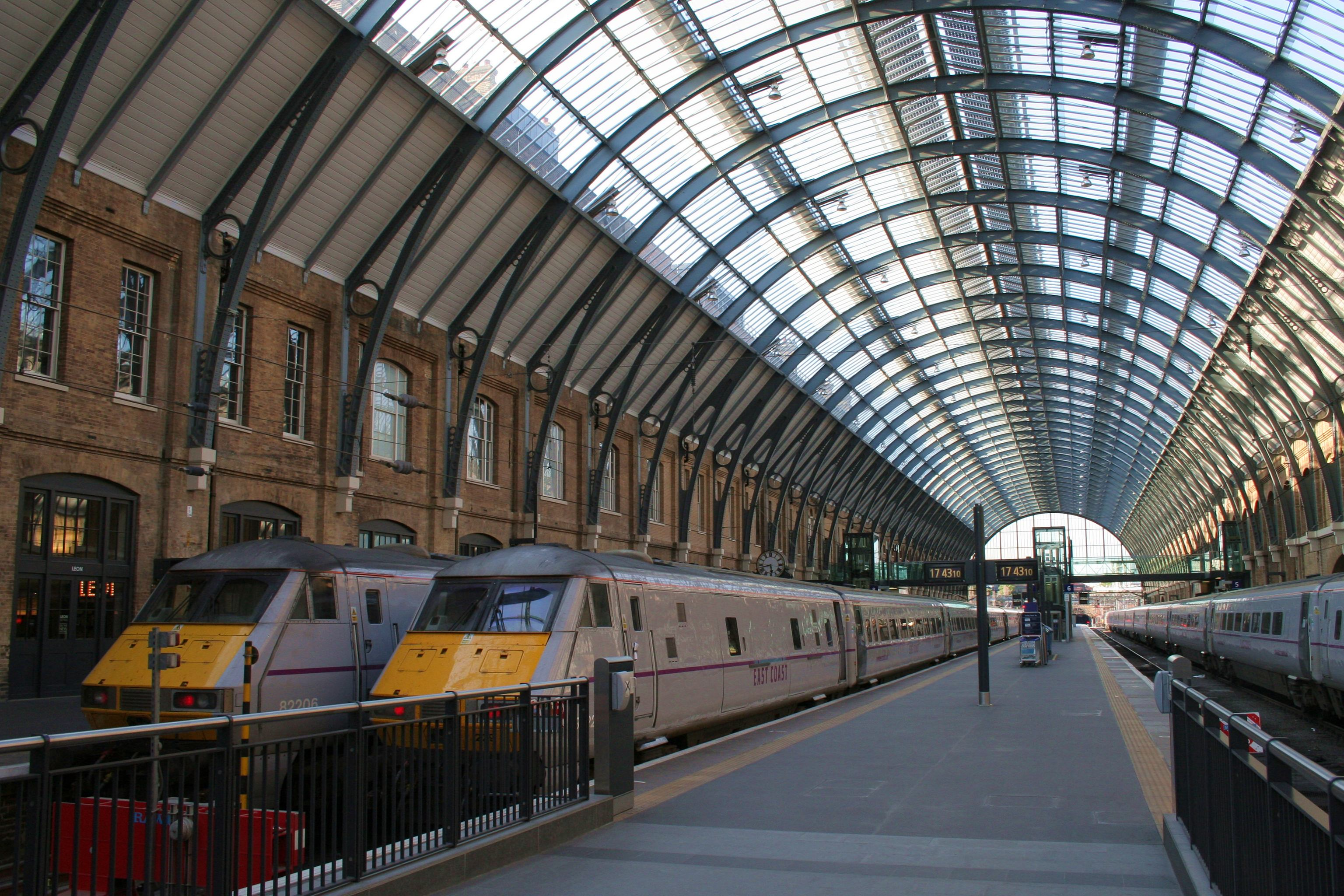
Stazione di Londra King's Cross
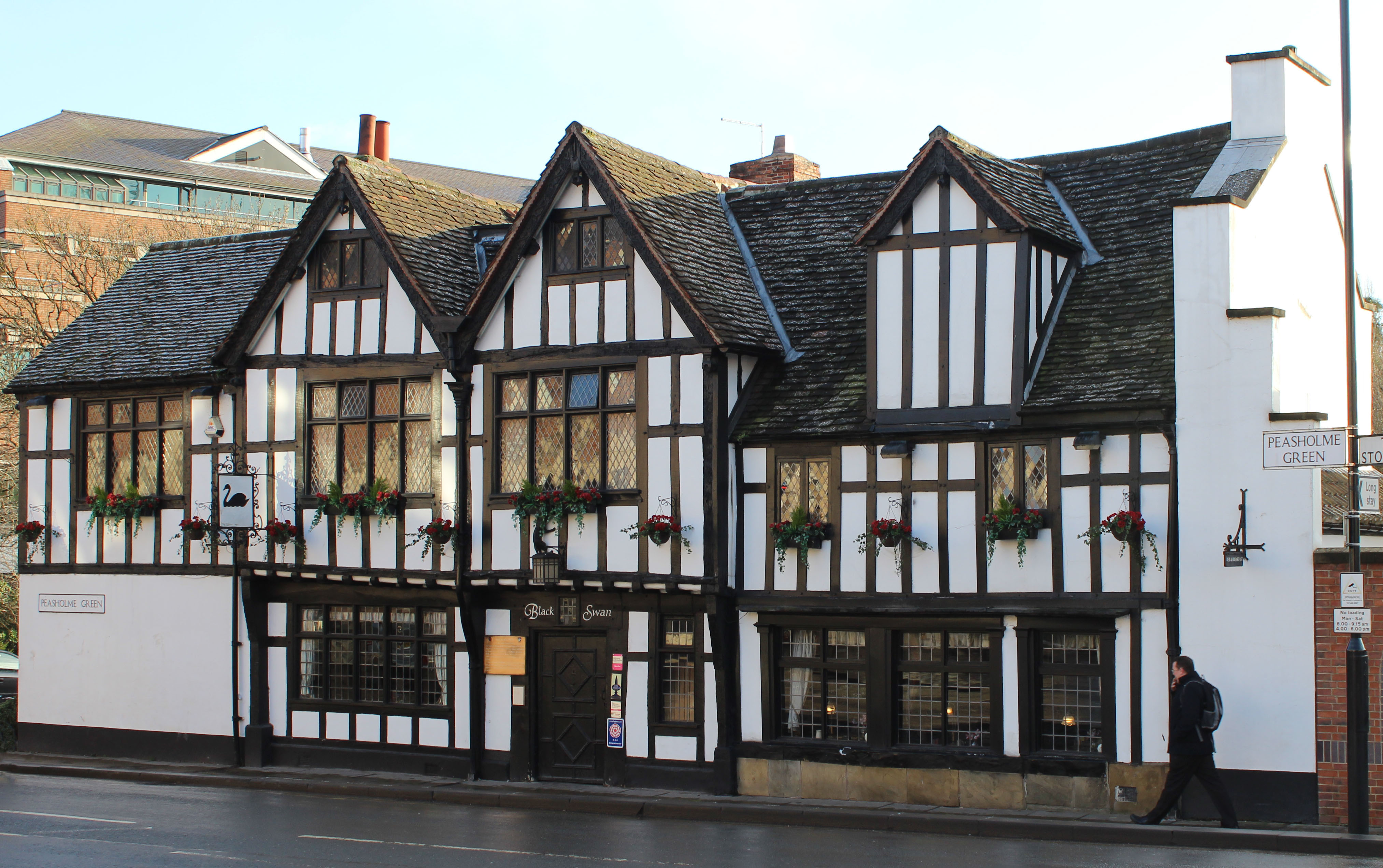
Il pub "Black Swan Inn" a York
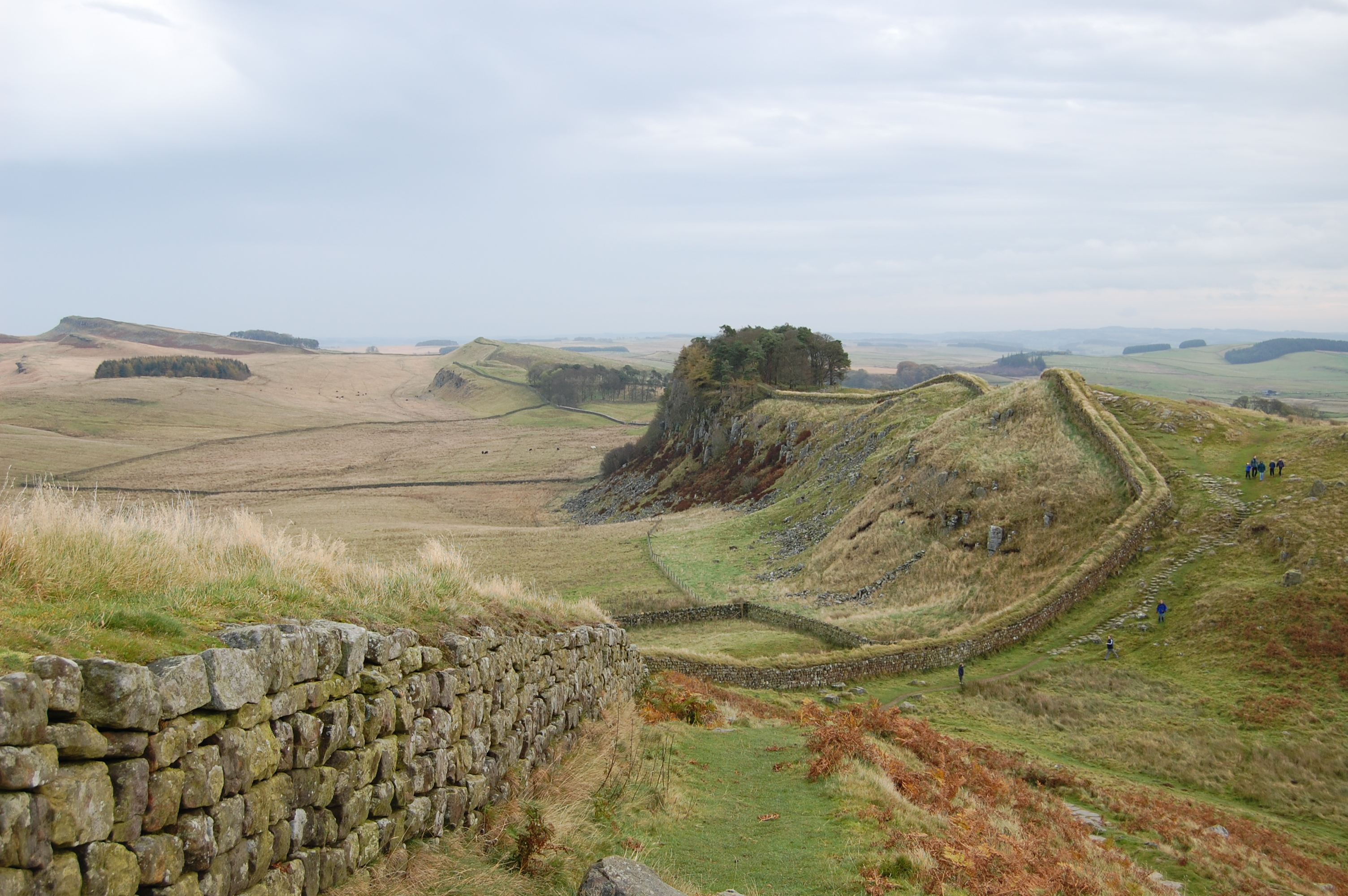
Il vallo di Adriano tra Inghilterra e Scozia.

## Analisi

### Scenario
L'affare Francis Blake è una vera e propria storia di spionaggio, che non utilizza elementi di fantascienza e fantasy, a differenza di quasi tutti gli album di Edgar P. Jacobs. L'avventura si avvicina a quella de Il caso del collier, in cui si svolge un'indagine di polizia. La storia si svolge interamente nel Regno Unito, come ne Il Marchio Giallo, e si svolge nel giugno 1954, come si po' vedere nel calendario dell'ufficio dell'ispettore capo Kendall. 
È la prima volta che una donna, il personaggio di Virginia Campbell, assume un ruolo d'azione in un'avventura della serie.

### Disegni

#### Ispirazione
Jean Van Hamme e Ted Benoit affermarono chiaramente di essersi ispirati alla storia di Il club dei 39 (1935) di Alfred Hitchcock, adattamento dell'omonimo romanzo di John Buchan (1915). Da essa prendono la situazione del falso colpevole, l'esistenza di un'organizzazione criminale internazionale e anche l'ambientazione della storia da Londra alla Scozia,. La trama può anche essere paragonata a quella del film di John Huston L'agente speciale Mackintosh (1973), adattamento del romanzo The Freedom Trap di Desmond Bagley (1971). La scena in cui Olrik sorvola i due protagonisti sull'idrovolante è un riferimento alla famosa scena dell'aereo in Intrigo internazionale di Alfred Hitchcock (1959). 

La posizione del castello, la presenza del sotterraneo raggiungibile da una scogliera, come anche le cantine del castello sono un riferimento all'album L'isola nera di Hergé  . 

Luoghi d'ispirazione
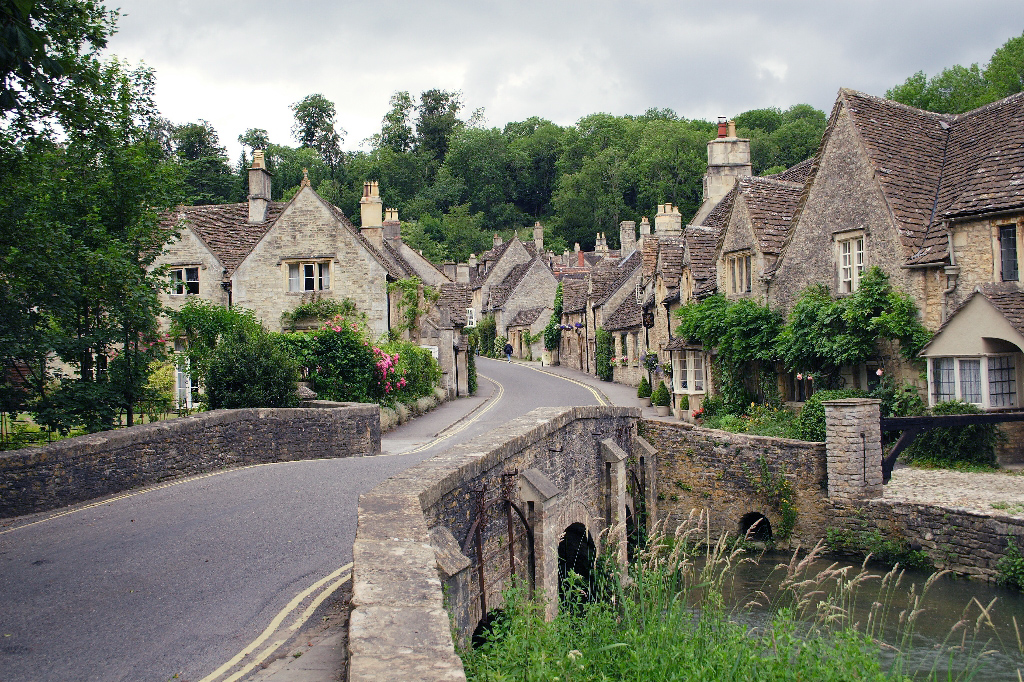
Il villaggio di Castle Comble
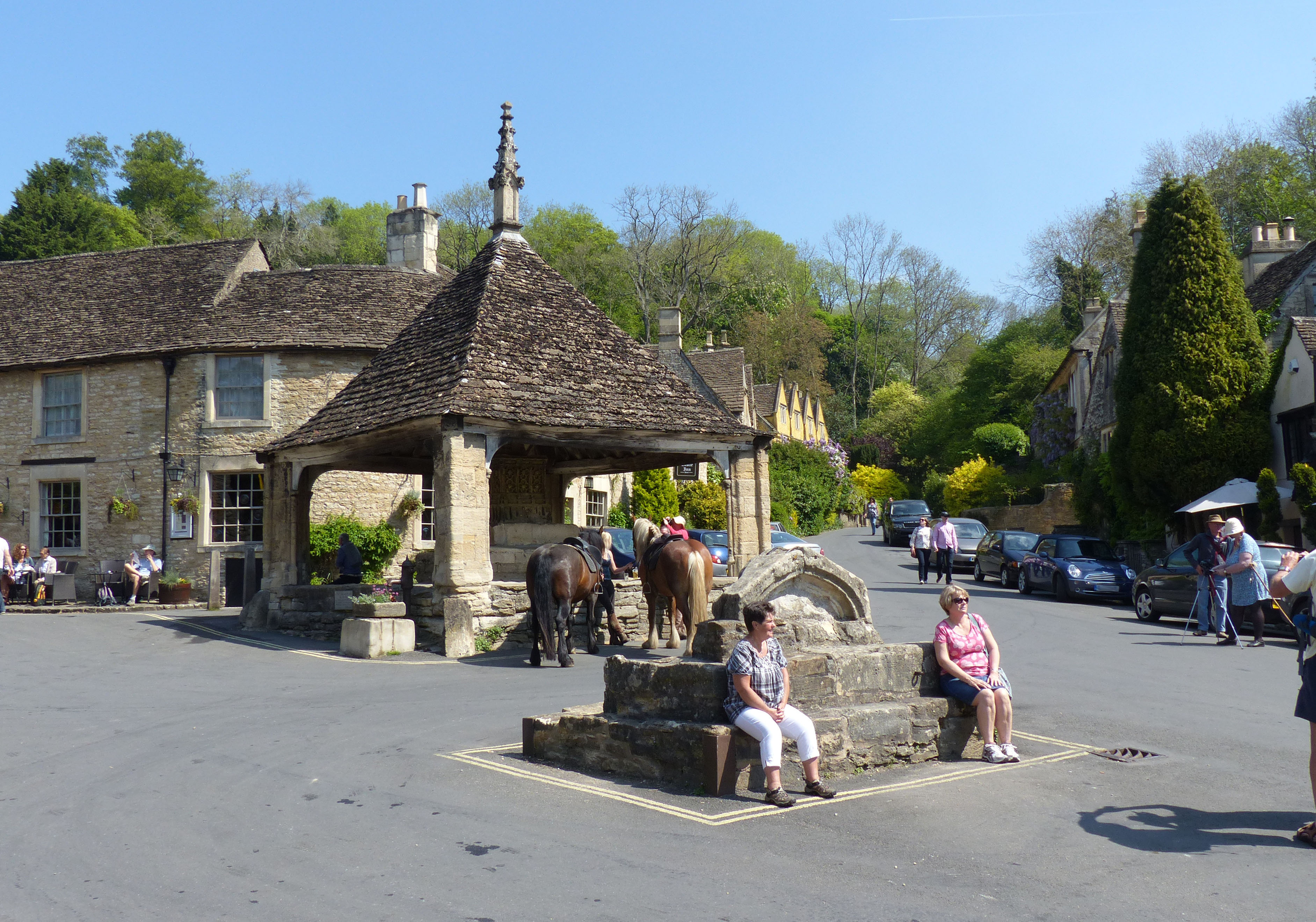
La piazza del mercato di Castle Combe
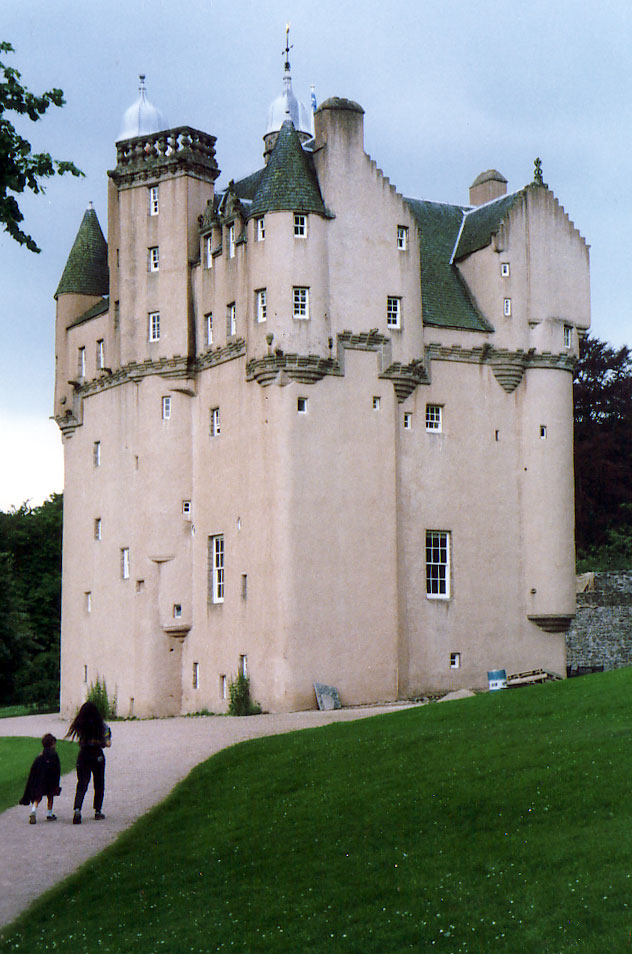
Il Castello di Craigievar.
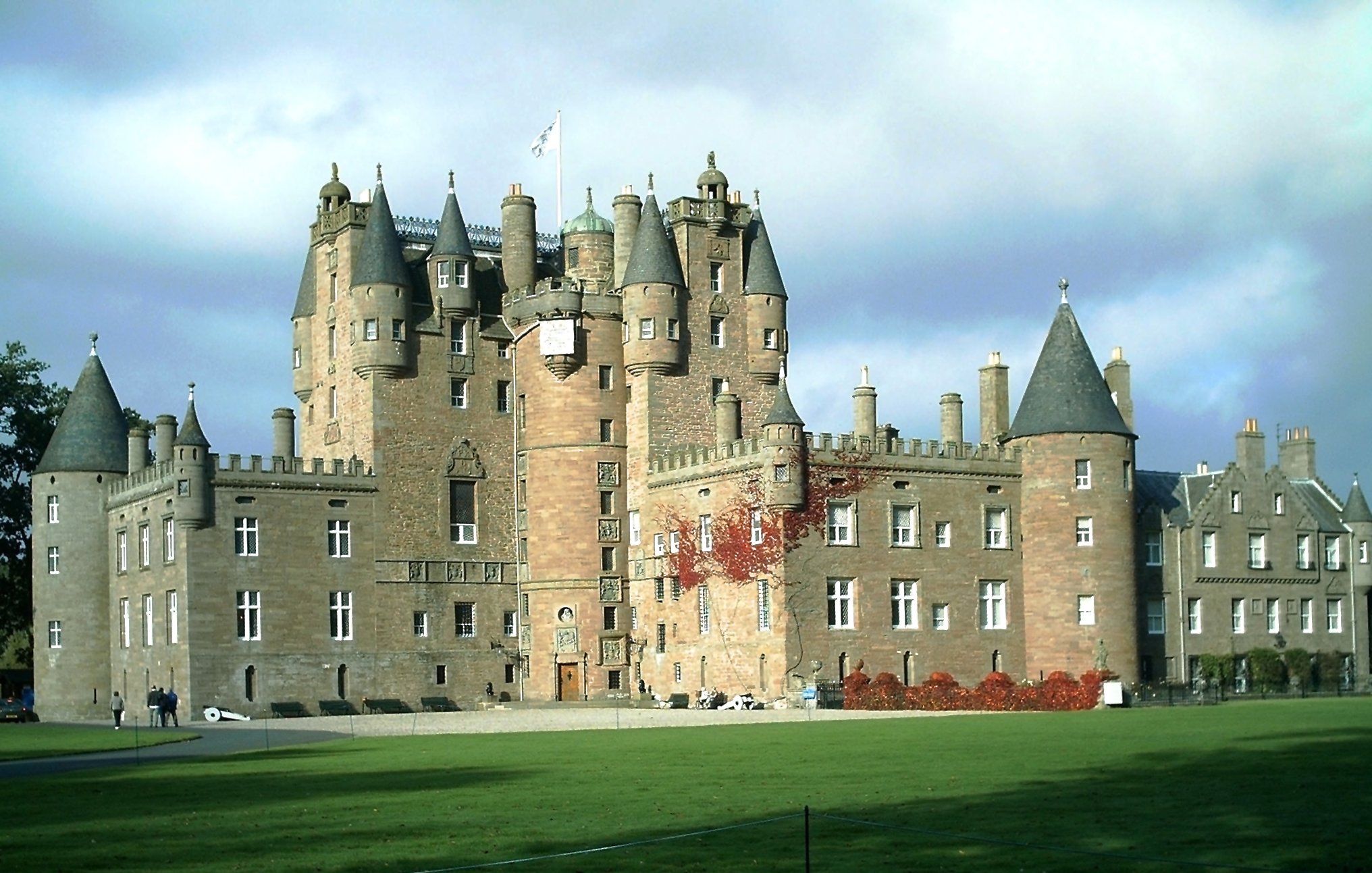
Il castello di Glamis.
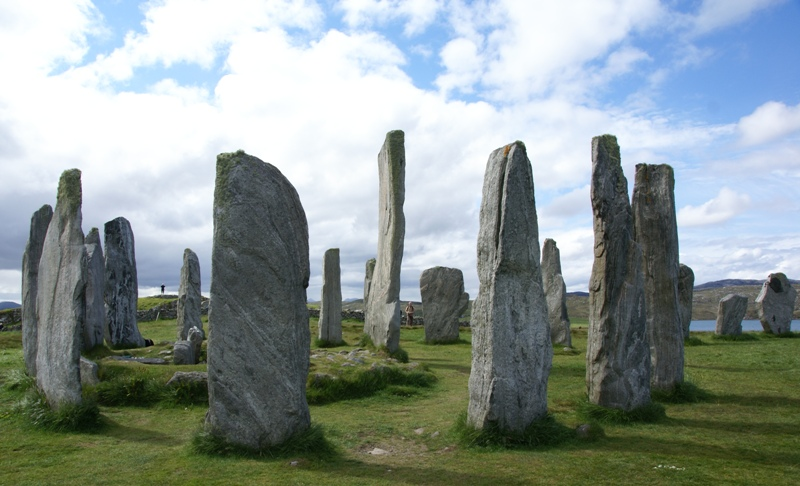
Cromlech del sito megalitico di Callanish .

### Riferimenti ad episodi precedenti
Jean Van Hamme e Ted Benoit riportarono in vita diversi personaggi creati da Edgar P. Jacobs ne Il Marchio Giallo, in quanto entrambe le storie sono ambientate in parte a Londra: Il direttore di Scotland Yard Sir Charles Garrison, l'ispettore capo Glenn Kendall di Scotland Yard, il maggiordomo James del Centaur Club e la padrona di casa di Blake e Mortimer, Mrs Benson. Vi è il ritorno anche di Jack, lo scagnozzo di Olrik già incontrato ne Il Mistero della Grande Piramide . 
I due autori inserirono anche due ambientazioni già viste ne Il Marchio Giallo: il Centaur Club, dove Blake e Mortimer si incontrano per cenare e trascorrere la serata, e il loro appartamento situato al 99bis di Park Lane . 